# Cầu diệp lông
Cầu diệp lông (danh pháp hai phần: Bulbophyllum hirtum) là một loài phong lan thuộc chi Bulbophyllum. Loài này phân bố ở Trung Quốc, Myanma, Thái Lan, Nepal, Việt Nam, Ấn Độ.